# Col des Roches
Le col des Roches est un col routier situé à 920 mètres d'altitude dans le canton de Neuchâtel en Suisse.

## Géographie
Le col des Roches est situé dans le massif du Jura à une cinquantaine de mètres de la frontière française. Il permet de relier Le Locle (canton de Neuchâtel) en Suisse et Villers-le-Lac (département du Doubs) en France.
C'est l’un des principaux points de passage entre la France et la Suisse sur le territoire de l’arc jurassien grâce à deux tunnels creusés dans la roche :
- un tunnel routier d'une centaine de mètres inauguré en 1850 et baptisé le tunnel du Cul-des-Roches[2] ;
- un tunnel ferroviaire de 425 mètres construit en 1884[3] pour la ligne de Besançon-Viotte au Locle-Col-des-Roches.

En outre, le col est traversé par un cours d'eau souterrain, le Bied du Locle, qui ressort côté France sous forme de résurgence en prenant le nom de Rançonnière. Du XVIe au XIXe siècle, les moulins souterrains du Col-des-Roches construits dans les grottes sous le col des Roches ont exploité l'énergie hydraulique du Bied. Aujourd'hui, une conduite creusée sous le col dérive les eaux du Bied (longueur 600 m, dénivelé de 80 m) pour éviter les inondations ; elle alimente une centrale hydroélectrique.

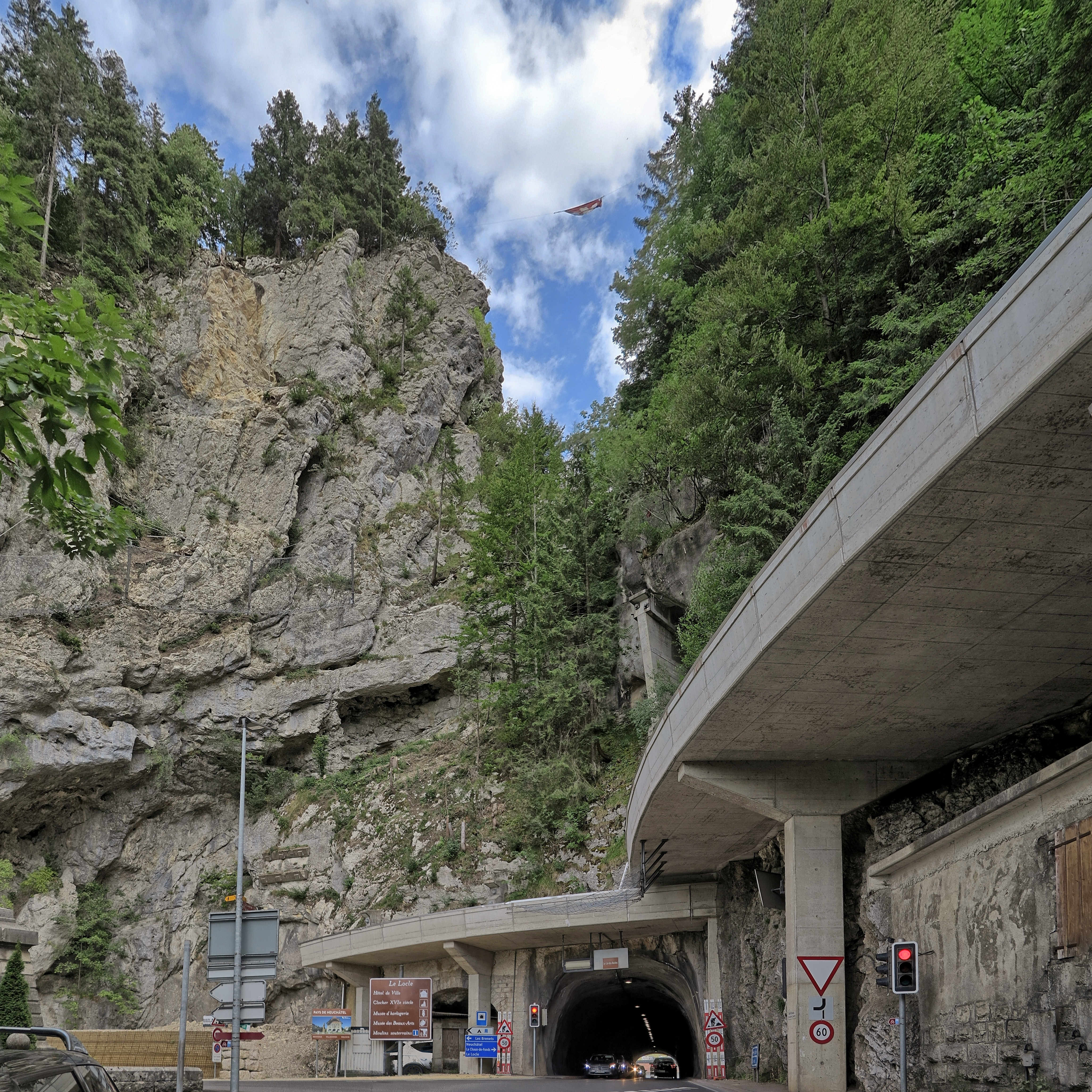
Le tunnel routier (côté nord).
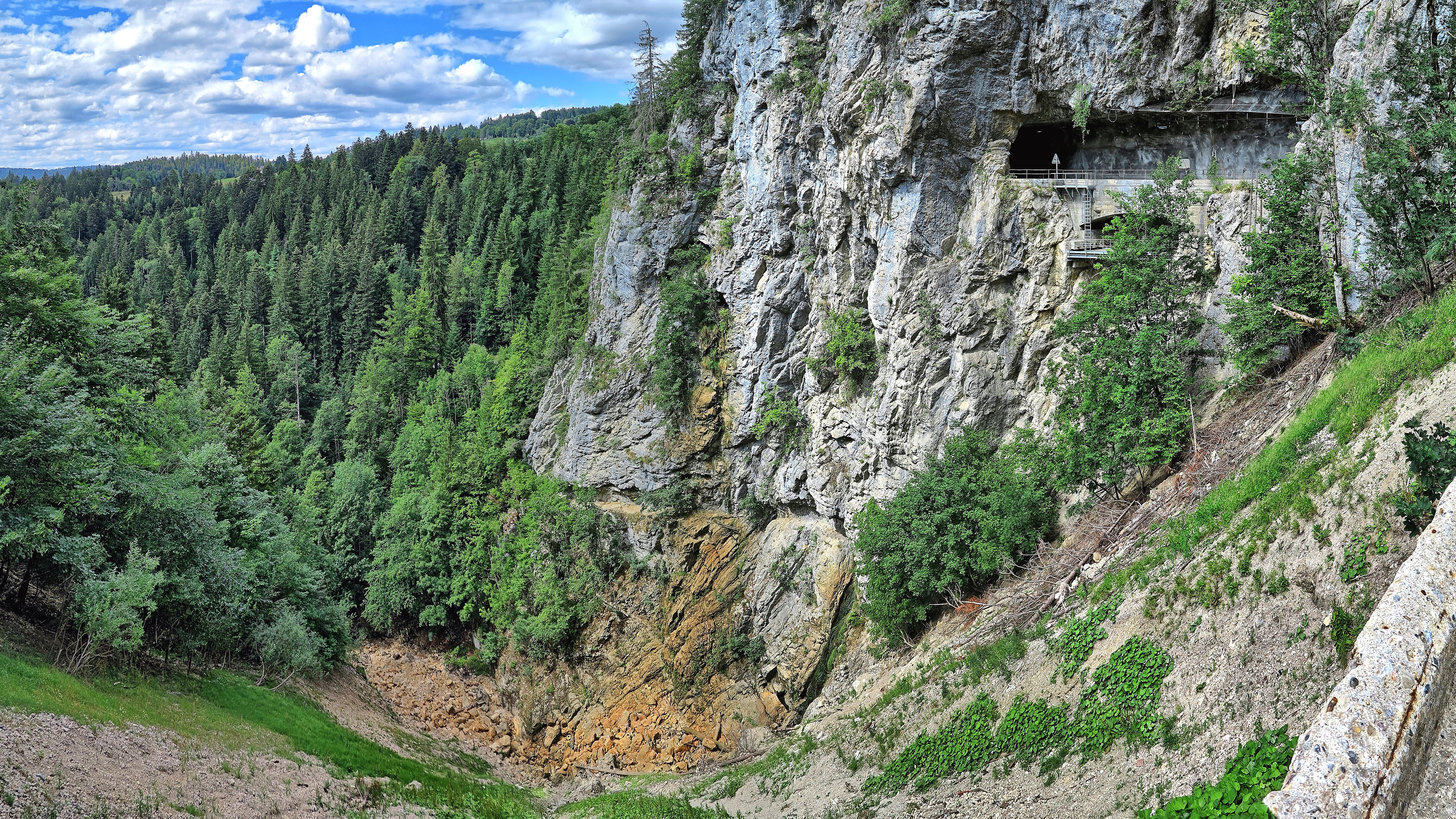
La résurgence de la Rançonnière et le tunnel des Brenets.